# Медаль «За турецьку війну»
Медаль «За турецьку війну» — державна нагорода у Російській імперії. Була заснована у зв'язку із завершенням російсько-турецької війни (1828—1829).

## Основні відомості
Медаль «За турецьку війну» призначалася для нагородження учасників російсько-турецької війни (1828—1829). Засновано за указом Миколи I від 1 жовтня 1829 року.

## Порядок нагородження
Медаллю нагороджували всіх, що брали участь у військових діях проти Туреччини з 1828 по 1829 рік. Нагороджувалися всі генерали, офіцери, нижні чини, як стройові, так і нестройові, а також ополченці. З 10 грудня 1830 року стали нагороджувати і моряків, які брали участь у боях. Відповідно до спеціального імператорського указу, подавати на цю нагороду могли аж до 1 вересня 1832 року.

## Опис медалі
Срібна медаль, діаметр 25 мм. На лицьовій стороні медалі зображений православний хрест, оточений сяйвом, що стоїть на поваленому півмісяці. Зліва від хреста по дузі уздовж бортика вказана дата початку війни — «1828.», а праворуч — аналогічним чином вказана дата її завершення — «1829.». На зворотному боці медалі горизонтальний напис у три рядки: «ЗА ТУРЕЦКУЮ ВОЙНУ». По колу вздовж бортика — дві лаврові гілки, з'єднаних внизу стрічкою.
Всього на Санкт-Петербурзькому монетному дворі було викарбувано приблизно 100 000 медалей.
Відомі також і інші варіанти карбування, що відрізняються рядом дрібних деталей, а також діаметром. Існувала медаль зменшеного розміру: від 20 до 22 мм в діаметрі, що призначалася для кавалеристів.

## Порядок носіння
Медаль мала вушко для кріплення до колодки або стрічки. Носити медаль слід було на грудях. Стрічка медалі —  Георгіївська.

## Відомі нагоролжені
- Люценко Данило Юхимович — український педагог, титулярний радник.

## Вигляд медалі

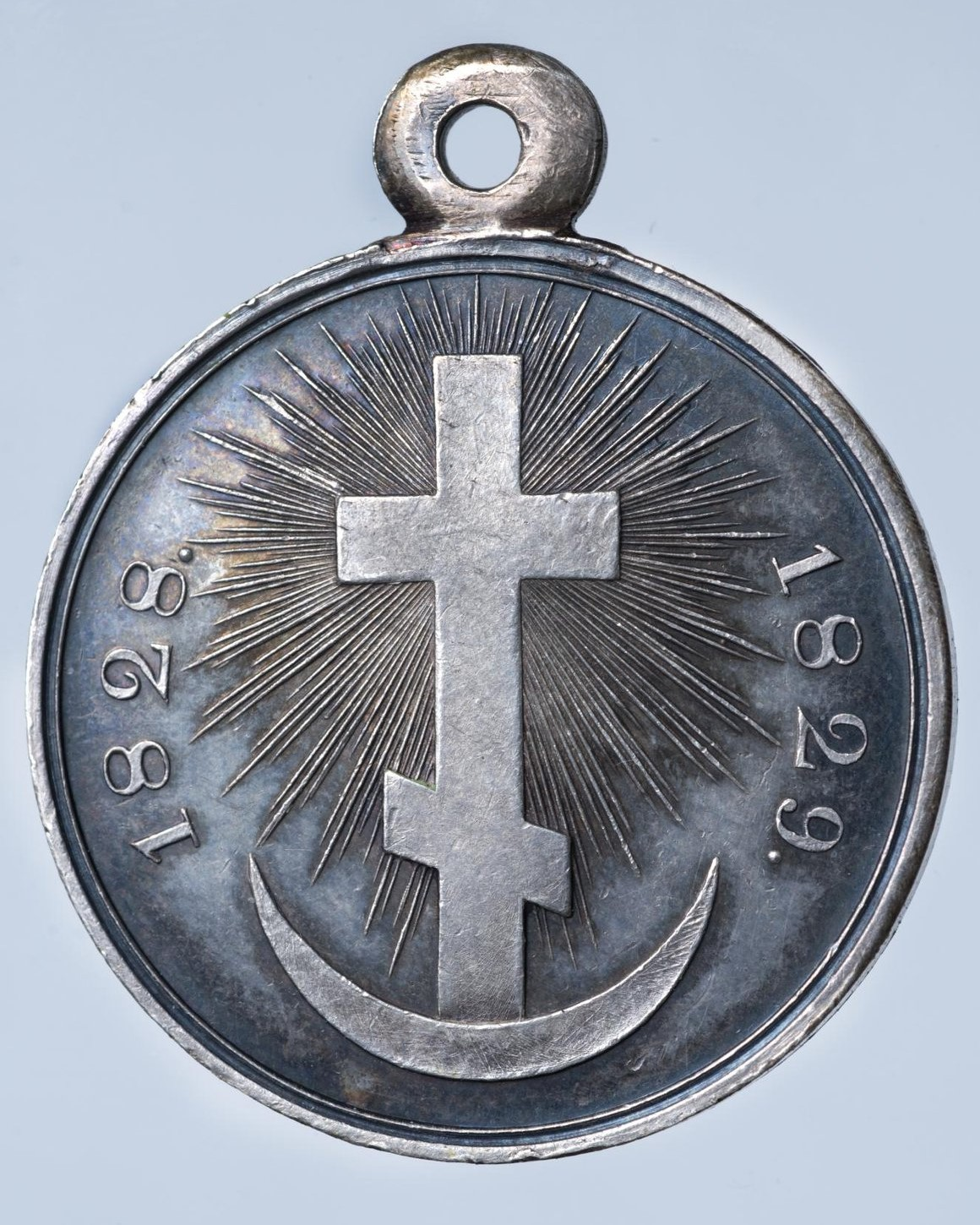
Аверс
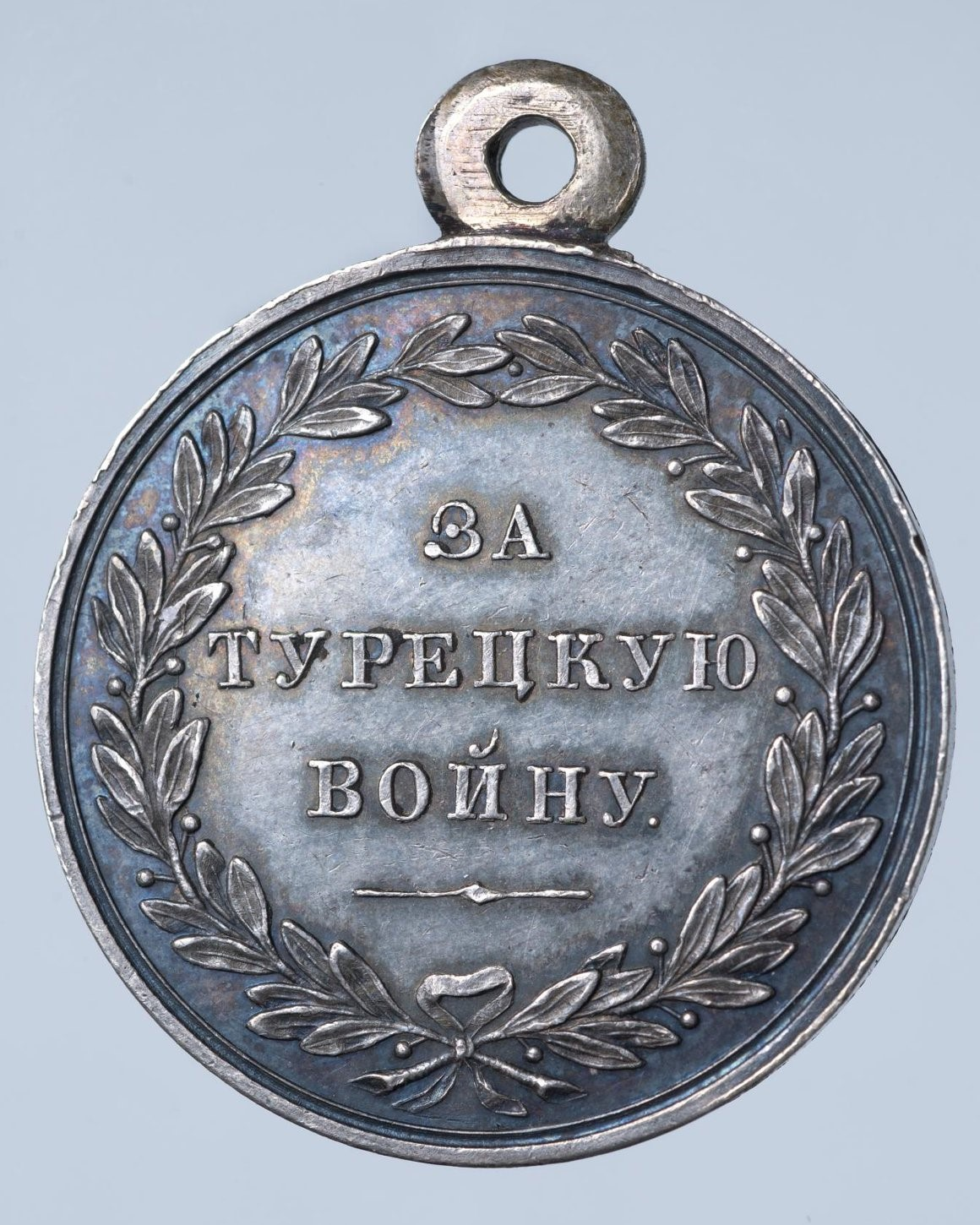
Реверс

## Зазначення
1. 1 2  Полное собраніе законовъ Россійской Имперіи, собрание II. — СПб., 1830. — Т. 5/2. — 485 с. № 4182(рос. дореф.)
2. 1 2  Медаль «За турецкую войну». Сайт «Награды императорской России 1702—1917 гг.». Архів оригіналу за 6 січня 2013. Процитовано 31 грудня 2012.
3. 1 2 3 4 5  Петерс Д. И. Наградные медали Российской империи XIX—XX веков. Каталог. — М. : Археографический центр, 1996. — С. 116. — ISBN 5-86169-043-X., № 91(рос.)
4. ↑  Полное собраніе законовъ Россійской Имперіи, собрание II. — СПб., 1831. — Т. 6/2. — С. 349. № 5041(рос. дореф.)
5. ↑  Потрашков С. В. Награды СССР, России и Украины. — Харків : Книжный Клуб «Клуб Семейного Досуга», 2011. — С. 84. — ISBN 978-5-9910-1393-2.(рос.)
6. ↑  Смирнов В. П. Описаніе русскихъ медалей. №448. — СПб., 1908.(рос.)
7. ↑  Медаль «За турецкую войну». Уменьшенные варианты медали — 22 мм. Сайт «Награды императорской России 1702—1917 гг.». Архів оригіналу за 6 січня 2013. Процитовано 31 грудня 2012.(рос.)
8. ↑  Российская Империя. МЕДАЛЬ «ЗА ТУРЕЦКУЮ ВОЙНУ». www.sobiratel.net. Архів оригіналу за 6 січня 2013. Процитовано 31 грудня 2012.(рос.)